# Pseudosinella theodoridesi
Pseudosinella theodoridesi is een springstaartensoort uit de familie van de Entomobryidae. De wetenschappelijke naam van de soort is voor het eerst geldig gepubliceerd in 1969 door Hermann Gisin (gestorven in 1967) en Maria Manuela da Gama. Deze troglobiet is aangetroffen in verschillende grotten in de Franse departementen Haute-Garonne en Ariège. Ze is 2 tot 3 mm lang en diffuus gepigmenteerd over het gehele lichaam. Er zijn 5+5 of 6+6 ogen, het juiste aantal konden de auteurs niet met zekerheid bepalen.